# Nombre de Joule
Le nombre de Joule {\displaystyle (Jo)} est un nombre sans dimension utilisé en magnétohydrodynamique. Il sert à caractériser l'échauffement d'un fluide soumis à un champ magnétique. Il donne le rapport entre l'énergie thermique et l'énergie d'un champ magnétique. 
Ce nombre porte le nom de James Prescott Joule, un physicien anglais.

## Définition
On le définit de la manière suivante :
{\displaystyle Jo={\frac {2\rho \,c_{p}\,\Delta T}{\mu _{e}\,H^{2}}}}
avec :
- ρ - masse volumique
- cp - capacité thermique massique
- ΔT - différence de température
- μe - perméabilité magnétique
- H - champ magnétique